# 乔治·莫尔比亚托
乔治·莫尔比亚托（義大利語：Giorgio Morbiato，1948年7月30日—），意大利男子自行车运动员。他曾代表意大利参加1968年和1972年夏季奥林匹克运动会自行车比赛，其中1968年奥运会获得男子团体追逐赛铜牌。